# Josef Schex
Josef Schex (* 16. März 1819 in Wesel; † 13. April 1894 in Düsseldorf) war ein deutscher Maler der Düsseldorfer Malerschule.

## Leben

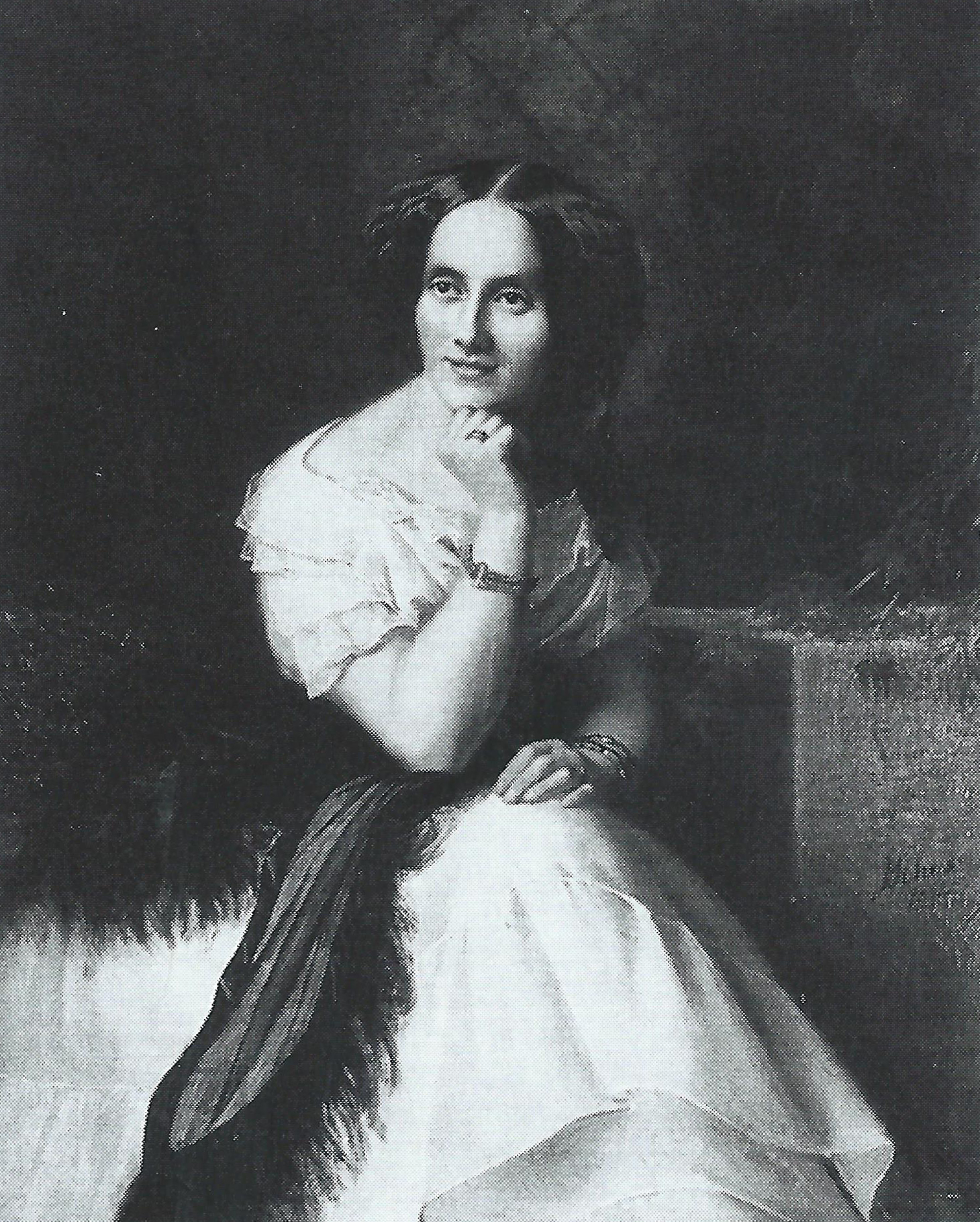
Josef Schex: Damenporträt der Eleonore Böcking, 1854, später Ehefrau des Künstlers

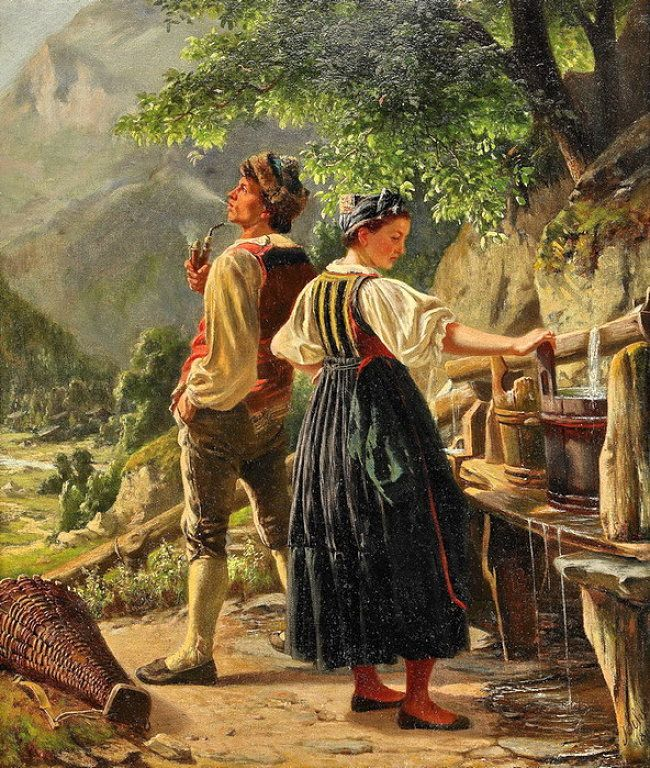
Die Liebenden streiten sich

Josef Schex, Sohn des Adolph Schex, dieser ein Lehrer aus Wesel und bis 1837 Schulvorsteher in Isselburg, und seiner Ehefrau Sabine, geborene Herlitschka, wurde mit 16 Jahren, im Jahre 1835 in der Elementarklasse von Josef Wintergerst an der Königlichen Kunstakademie zu Düsseldorf aufgenommen. Neben der Bauklasse von Carl Schäffer im Jahre 1836 wurde er Schüler von Karl Ferdinand Sohn und bildete sich zum Historien- und Genremaler aus.
1851 emigrierte Schex nach London, nachdem er sich im Schleswiger Aufstand als Leutnant des von der Tann’schen Freicorps engagiert hatte. In London verkehrte Schex mit anderen Emigranten (unter ihnen Carl Schurz) im Kreise der deutschen Kaufleute, u. a. im Hause des Kaufmanns Leonhard Havenith, und lebte von gelegentlichen Porträtaufträgen. Für Ernst Bosch, den er 1850/51 als Privatschüler in die Maltechnik und die Ölmalerei eingeführt hatte, organisierte er von London aus eine finanzielle Unterstützung für dessen Studium an der Düsseldorfer Kunstakademie. Im Herbst 1852 kehrte er nach Wesel zurück, wo Bosch erneut bei ihm arbeitete.
Im Juli 1856 heiratete Schex in Düsseldorf die Witwe Leonhard Haveniths, Emilie Anna Maria Havenith (* 1817), die im November 1857 verstarb, und ließ sich in Düsseldorf nieder. Er wohnte nachweislich 1861 in der Kaiserstraße, ab 1865 in der Rosenstraße Nr. 39, wo in unmittelbarer Nachbarschaft in der Rosenstraße Nr. 35 und 37 die Töchter seiner ersten Frau, welche mit den Malern Karl Joseph Litschauer und Ernst Bosch verheiratet waren, wohnten.
1854 entstand ein großformatiges Ölgemälde, das ein Porträt der Eleonore Charlotte Dorothea Böcking (* 1827) zeigt. Die Tochter des Adolf Carl Böcking (1799–1866) und der Eleonore Wagner (1803–1834) aus Trarbach hatte mit dem Kunstmaler Schex eine langjährige Liaison, bevor sie um 1868 seine Gattin wurde. Nach dem Tod ihres Ehemannes kehrte sie 1894 in ihr ererbtes Elternhaus dem Palais Böcking zurück, wo sie 1911 hochbetagt und kinderlos verstarb. Ihr Porträt ist heute noch im Mittelmosel-Museum in der Barockvilla Böcking zu sehen.
Als Mitglied des Künstlerverein Malkasten war Schex 1869 im „Fest-Comite“ und aktiv an den Vorbereitungen zur „Semisäcular-Feier“ der Kunstakademie zu Düsseldorf beteiligt, insbesondere bei der Ausschmückung des Festessens im Rittersaal der Tonhalle.
Auf der Wiener Weltausstellung 1873 erhielt er eine Medaille. Schex war Mitglied im Kunstverein für die Rheinlande und Westfalen, ab 1870 Mitglied der Stadtverordneten-Versammlung, der Allgemeinen Deutschen Kunstgenossenschaft und im Verein der Düsseldorfer Künstler für gegenseitige Unterstützung und Hülfe und 1873 Mitbegründer der Künstler-Witwenkasse.
1894 zeigte die Städtische Galerie seinen künstlerischen Nachlass in der Düsseldorfer Kunsthalle. Sein Bildnis, eine Bleistiftzeichnung von Carl Maria Seyppel, die ihn im Alter von 58 Jahren zeigt, bezeichnet 22. Januar 1877, verwahrt das Düsseldorfer Stadtmuseum.

## Werke (Auswahl)
- Bildnis Flora von Pommer-Esche, 1840; Abbildung: Unter fünf Königen. Erinnerungen an Flora von Pommer-Esche, herausgegeben von ihrer Tochter Catherine von Pommer-Esche. Mittler und Sohn, Berlin 1910, nach S. 44
- Abendgesellschaft auf der Ebernburg, 1857
- Dichterkrönung Ulrich von Huttens (1860)[14]
- Cromwell weist die Krone zurück / Cromwell Refusing the Crown, (1861)[15]
- Rettung auf dem St. Bernhard, 1864 vom Kunstverein für das Museum Braunschweig erworben[16]
- Bildnis der Schriftstellerin Elise Polko, geb.Vogel, 1865; Reproduktion: Kupferstich von L. Sichling nach J. Schex, in: Musikalische Märchen, Phantasien und Skizzen von Elise Polko. 14. Auflage, Joh. Ambrosius Barth, Leipzig 1873 (Frontispiz).
- Oliver Cromwell und seine Tochter Francisca Baronin Rich vor dem Bilde des 1649 enthaupteten Karl I. Stuart, Königs von Großbritannien und Irland, 1865, Oberösterreichisches Landesmuseum Linz
- Cromwell drängt Karl I. die Bedingungen der Armee zu unterschreiben, 1867, Kunstmuseum Düsseldorf
- Gemsjäger auf der Lauer (1870)
- Zigeunermädchen (1872)[17]
- Wesel wird von den Holländern unter Beistand der reformierten Bürger am 19.8.1629 überrumpelt und von der Herrschaft der Spanier befreit (12 × 17 Fuß / ca. 375 × 525 cm): angekauft vom Kunstverein für die Rheinlande und Westfalen zum Geschenk an die Stadt Wesel, 1877 (Bötticher, Malerwerke); ehemals Im Rathaussaal der Stadt Wesel; 1945 verbrannt.[18] - Vertreibung der Spanier aus Wesel, (1878), im Rathaus Wesel[19]
- Porträt Johann Wilhelm Lindlar[20]